# Roskva
Roskva és un cràter sobre la superfície del planeta nan Ceres, situat amb el sistema de coordenades planetocèntriques a 60.23 ° de latitud nord i 335.57 ° de longitud est. Fa un diàmetre de 22 km. El nom va ser fet oficial per la UAI el quatre de desembre del 2015 i fa referència a Röskva, divinitat que representa els camps amb la collita madura de la mitologia nòrdica.